# Alex Sanders
Alex Sanders (6 de junio de 1926 - 30 de abril de 1988) nació en Birkenhead, Liverpool, Inglaterra. Su nombre de nacimiento fue Orrel Alexander Carter. Sanders fue el mayor de seis hermanos. Poco después de nacer, su familia se mudó a Mánchester y extraoficialmente cambiaron su apellido a Sanders. Alex Sanders fue el fundador de la tradición Wicca alejandrina. Fue proclamado por sus seguidores como el "Rey de los Brujos".

## Iniciación en la brujería
Varios relatos contradictorios han sido dados sobre la iniciación de Sanders en la brujería, y aún sus propios relatos son algo inconsistentes. La versión más famosa es dada en su biografía, "King of the Witches" (Rey de los Brujos), por June Johns:
"Una noche en 1933, cuando tenía siete años, fui enviado a la casa de mi abuela por té. Por alguna razón no golpeé a la puerta cuando entré y fui confrontado por mi abuela, desnuda, con su cabello gris colgando bajo su cintura, parada en un círculo dibujado en el piso de la cocina."
Recobrando su compostura, dijo a Alex que se parara dentro del círculo, se quitara la ropa, y pusiera su cabeza entre sus muslos. Así lo hizo, ella tomó una hoz y cortó su escroto, diciendo, "Eres uno de nosotros ahora". Según Alex su abuela le habría señalado que ella era una bruja hereditaria que descendía de Owain Glyndwr, jefe del clan galés. Este jefe, según Sanders, habría sido el último hombre que se llamó a sí mismo el "Rey de los Brujos". Supuestamente la abuela le dejó una copia de su Libro de las Sombras cuando tenía nueve años y le enseñó los ritos y la magia bruja. Fue instruido en la clarividencia primero, mediante la lectura del agua manchada con tinta y luego en el cristal de su abuela. Sanders reclama que seguido al bombardeo alemán a las ciudades británicas en 1940, y unos meses antes de la muerte de su abuela a la edad de setenta y cuatro (74) años, la señora Bibby le confirió el segundo y tercer grado de iniciaciones, envolviendo el sexo ritual.
Patricia Crowther, una Suma Sacerdotisa gardneriana cuenta una historia diferente, de acuerdo a cartas que ella alega haber recibido de Alex Sanders en 1961. En aquel entonces él no reclamaba ser un iniciado, pero sentía afinidad con lo oculto. En una entrevista en 1962, Alex Sanders reclamó haber sido iniciado durante un año, trabajando en un coven liderado por una mujer de Nottingham. Este reclamo fue corroborado por Maxine Sanders, futura esposa de Sanders y Suma Sacerdotisa.
Maxine también sostuvo que aunque Alex fue iniciado más tarde en la Wicca, efectivamente le fue enseñada por su abuela una forma de brujería cuando él era joven. Ella describe a la señora Bibby como una dama austera, sabia en folclor, quien le enseñó magia a su nieto con el conocimiento y permiso de su madre. Todos los hermanos de Alex Sanders eran psíquicos, ella decía:
"No era inusual caminar por la cocina de los Sanders y encontrar a plena luz del día una sesión espiritista llena de materialización en progreso. La señora Sanders continuaba con las tareas a pesar de las apariciones asistiendo."
Cuando Alex Sanders se reveló públicamente como brujo, sin embargo, la señora Sanders fingió un "shock" y una crisis nerviosa.
De acuerdo a Maxine, Alex también trabajó por un tiempo como curandero en iglesias espiritualistas bajo el pseudónimo de Paul Dallas. Un famoso médium llamado Edwards lo descubrió a él y a sus hermanos, los quería para hacer un espectáculo en escenario, sin embargo, ellos rechazaron, ya que la clarividencia, la mediumnidad y los conocimientos de curandería son regalos divinos, no para ser usados indebidamente.

## Primer Matrimonio
Hacia el final de la guerra, Alex Sanders comenzó a trabajar fabricando químicos en un laboratorio de Mánchester. Se casó a los veintiún años con una compañera de trabajo llamada Doreen, ella tenía diecinueve. Tuvieron un hijo llamado Paul, y una hija llamada Janice. Alex quería más hijos pero Doreen no quería; ella también desaprobaba lo sobrenatural. El matrimonio se deterioró rápidamente y Doreen tomó a los dos niños y dejó a Sanders cuando este tenía veintiséis años. Según Maxine, Alex estuvo afligido y maldijo a Doreen con la fertilidad. Doreen se volvió a casar y tuvo tres parejas de gemelos.
Mientras trabajaba en una compañía farmacéutica se hizo amigo de la madre de Maxine, sin embargo, perdieron contacto por un tiempo debido a la "intensa aversión" que el padre ateo de Maxine sentía por Alex.

## Magia Negra
Luego de la Segunda Guerra Mundial y su separación de Doreen y sus hijos, Sanders se sintió aislado por sus conocimientos ocultistas y decidió llevar una vida "del camino a la izquierda"" después de ir por varios empleos de bajo nivel y tener varias aventuras sexuales con mujeres y hombres. 
"Hice un error espantoso y usé la magia negra en un intento de traerme dinero y éxito sexual. Todo trabajó bien - estaba trabajando a través de Mánchester y fui abordado por una pareja de mediana edad quienes me dijeron que yo era el doble exacto de su único hijo, quien murió algunos años antes. Ellos me acogieron en su hogar, me alimentaron y vistieron, y me trataron como uno de su familia. Eran extremadamente ricos, y en 1952, cuando les pregunté por una casa para mi, con una asignación de dinero para llevarlo a cabo, estaban completamente felices de conceder mis deseos. Celebré fiestas, compré ropa cara, y fui promiscuo sexualmente; pero esto fue después de un tiempo en que me di cuenta que tenía una terrible deuda que pagar".
Una de las amantes de Alex, con la cual estaba particularmente encariñado se suicidó, su hermana Joan fue herida en un accidente de auto y poco después diagnosticada con cáncer terminal. Alex se culpó a sí mismo, paró el uso de su magia por razones egoístas, en vez de enseñarla a otros. 
Durante este periodo también estudió los trabajos de Abramelin. Según Sanders unos ángeles le dijeron que buscara empleo en 1963 como portero, limpiador de libros y hombre que hace arreglos en la librería John Rylands, en Mánchester, donde tuvo acceso a una copia original de La llave menor de Salomón. De acuerdo a su propia admisión, desmanteló el libro y tomó prestadas unas pocas páginas a la vez para copiarlas. El descubrimiento de esto condujo casi al procesamiento de Sanders, pero los bibliotecarios le concedieron una amnistía a cambio de que el material fuera devuelto sin riesgos, después de lo cual fue despedido.

## Wicca
El primer contacto de Alex Sanders con la Wicca fue a principios de la década de los '60, a través de correspondencia y reuniones con Patricia Crowther. En septiembre de 1962, logró convencer a la "Manchester Evening News" (Noticias Nocturnas de Mánchester) que publicara un artículo en primera plana sobre la Wicca. Esta publicidad tuvo varios efectos secundarios desafortunados para Sanders, incluyendo la pérdida del empleo en la librería y su alejamiento de la familia Crowther ya que lo consideraron un advenedizo molesto por lo cual rechazaron iniciarlo.
Finalmente, Sanders fue iniciado por una sacerdotisa que fue miembro del coven Crowthers, y con quien Maxine Sanders trabajó más tarde por varios años. 
Poco después se unió a un coven gardneriano dirigido por Pat Kopanski, el cual se disolvió un año más tarde. Sanders trabajó con varios covens, incluyendo uno dirigido por una sacerdotisa llamada Sylvia. Finalmente, ella y algunos más abandonaron cordialmente el coven dejando a Alex Sanders como Sumo Sacerdote. Durante este periodo el coven trabajaba en el hogar de Sanders en Mánchester. Alex Sanders continuó atrayendo la atención de los medios de comunicación lo que atrajo nuevos seguidores. Para 1965, declaró haber iniciado mil seiscientos veintitrés (1,623) personas en cien covens, quienes aparentemente le dieron el título de "Rey de los Brujos".
Entre sus alegadas hazañas mágicas se encuentra la creación de un "bebé espiritual", quien vino a ser uno de sus familiares. El "nacimiento" fue como resultado de un acto sagrado de masturbación ocurrido entre Sanders y un asistente masculino. Poco tiempo después de su creación el espíritu, llamado Michael, desapareció para crecer y más tarde reapareció. Supuestamente, Michael enérgicamente hizo que Sanders participara en fiestas salvajes, insultara gente y otros actos abominables. Pero según Michael maduró, se hizo un espíritu familiar valioso en asuntos de calización y sanación.
Alex canalizó también con otro familiar, Nick Demdike, quien Sanders reclamaba haber sido perseguido por brujo en los procesos de Lancaster en el siglo XVII, y aunque el nombre Demdike aparece en los archivos de los casos, no aparece como Nick Demdike.
Alex Sanders se unió a otras órdenes esotéricas y caballerescas, comenzando en 1968, su número era de dieciséis en 1974, y posiblemente más antes de su muerte. Estas incluían los Caballeros Templarios, la Orden de San Miguel, la Orden de San Jorge, la Ordine Della Luna (Orden de la Luna) y la Orden de la Luna Creciente Romaica.

## Hazañas curativas
Sus hazañas curativas incluyen librar de verrugas, por ejemplo. Sanders alegaba haber sanado a un hombre de su adicción a la heroína y a una mujer de cistitis, poniendo sus manos en la cabeza de ella y deseando que la aflicción esté lejos. También reclamaba haber sanado a una mujer de cáncer, estando con ella en el hospital tres días y tres noches, mientras sostenía sus pies ponía en ella energía curativa.
Él también curaba señalando los puntos problemáticos en los cuerpos de la gente y concentrándose. Sanders reclamaba que esto no fallaba. Supuestamente llevaba a cabo el aborto señalando y ordenando que la preñez llegara a su final. Una vez llevaba a cabo el aborto, el alma regresaba a la Divinidad.
Una de las curas más famosas de Sanders envuelve a su hija Janice, quien nació con un pie torcido hacia atrás. Los doctores decían que nada se podía hacer con el pie hasta que la niña llegara a la adolescencia. Fue una "impresión" para el espíritu Michael, quien le dijo que ungiera con aceite de oliva caliente el pie de la niña. Haciendo esto, Sanders enderezó el pie de su niña. El pie se mantuvo sano excepto por una leve cojera en tiempo húmedo y frío.

## Nacimientos, Relaciones y Medios de Comunicación
Durante la década de los '60 Alex Sanders conoció a Maxine Sanders, entonces Maxine Morris, una mujer católica de veinte años. Esta fue iniciada por Sanders en la brujería y se convirtió en Suma Sacerdotisa. En 1965 se casaron por el rito de la Wicca y en 1968 llevaron a cabo una ceremonia civil. Se mudaron a un sótano cerca de Notting Hill Gate en Londres. Allí establecieron su coven e impartían clases de brujería. Muchos seguidores vinieron a ellos y en ese mismo año nació su hija Maya. 
La proyección de los Sanders en el foco público nacional resultó en un artículo en un periódico en 1969, esto condujo a una biografía titulada "King of the Witches" (Rey de los Brujos) el mismo año, por June Johns, y a la película "Legend of the Witches" (Leyenda de las Brujas) lanzada en 1970. Todo esto desembocó en más presencia en los medios de comunicación con muchas asistencias a programas de conversación y varios discursos públicos. A otros brujos y brujas les parecía que Sanders estaba gozando todo esto demasiado y estaba llegando a la explotación, y que estaba arrastrando a la brujería a través de la prensa amarillista o sensacionalista.
Según Maxine, Alex nunca se expuso a la publicidad, simplemente no podía evitarla. Ella describe como el salto inicial a la fama de Alex fue para intentar distraer la atención de los medios hacia otros brujos y brujas. Sanders aparecía frecuentemente en fotos de rituales llevando sólo un taparrabos ritual y rodeado por brujas desnudas. Sanders explicaba esto diciendo que el mayor del coven debía estar aparte de los otros y ser fácilmente identificable.
Fue en el preestreno de "Legend of the Witches" (Leyenda de las Brujas) que Sanders conoció a Stewart Farrar. Farrar era un escritor del semanario Reveille que estaba trabajando en una historia sobre la brujería moderna y acudió a una iniciación a la cual Sanders lo invitó. La ceremonia impresionó e interesó al escritor, quien más tarde fue iniciado por Maxine Sanders en el coven donde más tarde conoció a la que sería su esposa, Janet Owen.

## Controversias y críticas
Al parecer las extravagancias de Sanders irritaban a muchas personas y parecían ser la causa de la múltiples críticas que recibía. Si estas eran justas o no es difícil de decir. Existen interrogantes sobre si Sanders fue iniciado por su abuela o si copió el Libro de las Sombras de ella a la edad de nueve años. Para observadores objetivos y estudiosos tales preguntas parecen frívolas. Lo que se sabe es que la tradición de la Wicca alejandrina existe en la moderna brujería. Esta tiene bastantes creyentes y fue Sanders quien lo hizo posible.
Ningún investigador objetivo puede decir que estas críticas apuntadas hacia Sanders son ciertas o no. Algunos reclaman que Sanders plagió algunos de sus materiales, aunque, y debe ser notado, estas críticas vinieron después que la publicidad de Sanders estaba en su punto máximo. Se dice que él tomó material del Libro de las Sombras gardneriano, también del escritor Eliphas Levi y del ocultista austriaco Franz Bardon. Puesto que la tradición alejandrina sigue de cerca la tradición gardneriana algunos reclaman que esto es prueba de plagio. Sus detractores afirman que hizo pocos cambios al material, supuestamente copiado, e incluso otros señalan que no lo hizo sino que lo copió textualmente. Otros alegan que el nombre "Alexander Sanders" no era suyo sino un nombre falso.

## Últimos años
Los Sanders se separaron en 1971. Álex se mudó a Sussex y Maxine se mantuvo en Londres donde continuó el coventículo y enseñando el arte de la brujería. Un hijo, Víctor, nació en 1972. La relación entre Alex y Maxine continuó fuerte, "aunque variaba en intensidad, desde un fervoroso sentimiento de lealtad, maldiciones, a declaraciones de amor hasta su muerte en 1988".
En 1979 Alex Sanders anunció a toda la comunidad bruja que deseaba compensar por algunos daños que había hecho y muchas "estupideces públicas que creé para otros del Arte", y expresó su deseo de que la Wicca algún día pusiera aparte sus diferencias y "unidos en hermandad amor ante el rostro de la Señora y el Señor", permitiéndose ser grandes y respetados nuevamente en el mundo.
Para 1979 Sanders comenzó a trabajar en colaboración mágica con Derek Taylor, un psíquico y médium. Juntos desarrollaron el trabajo mágico de la Orden de Sanders, la Ordine della Luna in Constantinople, fue cualificado para operar como Gran Prior para Inglaterra y Gales por un contacto griego en Londres en 1967 quien reclamaba ser descendiente de la dinastía de los Palaeologos bizantinos. Según se informa trabajaban con las inteligencias celestiales, espíritus descarnados, y con el espíritu responsable de la creación del universo físico, el Demiurgo. Registraron muchos diarios y alertaron sobre una tercera guerra mundial apocalíptica. 
Otro grupo en el que Sanders trabajaba en Londres para los años '60, fue la Orden de Deucalion, un foco para la investigación mágica de la Atlántida, Sanders enseñó que Merlín fue un gran líder de la última ola migratoria de atlantes a Europa occidental. 
Sanders continuó entrenando un pequeño número de estudiantes en los años ochenta. Alex Sanders murió en la noche de Beltane, el 30 de abril de 1988, después de sufrir de cáncer pulmonar. Incluso en su muerte Sanders despertaba controversias. Una cinta grabada fue escuchada en su funeral en la cual Sanders declaraba que su hijo Víctor lo sucedería como "Rey de los Brujos". De acuerdo a su madre, Maxine, Víctor no quería hacer eso y se trasladó a Estados Unidos. Él dirigió el "Consejo de Ancianos de la Brujería" quienes reclamaban tener la asombrosa cantidad de cien mil miembros. Otros decían que esto era una fabricación de los seguidores de Sanders, ya que parecía altamente inverosímil que hubiera cien mil brujas en Gran Bretaña.
La tradición Wicca alejandrina existe en otros países fuera de Reino Unido. En Estados Unidos no ganó la misma popularidad que la Wicca gardneriana posiblemente por la publicidad en contra de Sanders. Los coventículos alejandrinos se establecieron mejor en Canadá. Muchos, incluyendo a Stewart Farrar, sienten que Sanders hizo importantes contribuciones al arte de la brujería.
En el día de Lammas de 1998, diez años después de su muerte un coventículo Wicca en Nueva Inglaterra reclamó haber tenido contacto con el espíritu de Alex Sanders. Según ellos tuvo una breve comunicación en el 2000, año en que esperaba reencarnar como un niño en Estados Unidos; las comunicaciones continuaron hasta 2003, Sanders aparentemente se comunicaba mientras su "nuevo yo" dormía.
Los mensajes canalizados, eran enviados a todos los wiccanos y wiccanas, urgiendo amor por la Diosa, fuerza y unidad en la Wicca. Respaldado por algunos que conocieron a Sanders, entre ellos su exesposa Maxine, como convincentemente auténtico, las sesiones donde Sanders se comunicaba están documentadas en "A Voice in the Forest" (Una Voz en el Bosque) por Jimahl diFiosa.